# Мухаммад Башир
Мухаммад Башир (англ. Muhammad Bashir; нар. 10 березня 1935, Лахор, Пенджаб, Британська Індія — 20 червня 2001, Лахор) — пакистанський борець вільного та греко-римського стилів, срібний призер Азійських ігор з греко-римської боротьби, чемпіон, срібний та бронзовий призер Азійських ігор, триразовий чемпіон Ігор Співдружності, бронзовий призер Олімпійських ігор у змаганнях з вільної боротьби.

## Спортивні результати на міжнародних змаганнях

### Виступи на Олімпіадах
| Змагання                    | Збірна   | Вагова категорія          | Місце              |
| --------------------------- | -------- | ------------------------- | ------------------ |
| Літні Олімпійські ігри 1960 | Пакистан | вільна боротьба, до 73 кг | Бронза             |
| Літні Олімпійські ігри 1964 | Пакистан | вільна боротьба, до 70 кг | не вийшов із групи |

### Виступи на Азійських іграх
| Змагання           | Збірна   | Вагова категорія                 | Місце  |
| ------------------ | -------- | -------------------------------- | ------ |
| Азійські ігри 1958 | Пакистан | вільна боротьба, до 73 кг        | Бронза |
| Азійські ігри 1962 | Пакистан | греко-римська боротьба, до 78 кг | Срібло |
| Азійські ігри 1962 | Пакистан | вільна боротьба, до 78 кг        | Срібло |
| Азійські ігри 1966 | Пакистан | вільна боротьба, до 78 кг        | Золото |

### Виступи на Іграх Співдружності
| Змагання                | Збірна   | Вагова категорія          | Місце  |
| ----------------------- | -------- | ------------------------- | ------ |
| Ігри Співдружності 1958 | Пакистан | вільна боротьба, до 73 кг | Золото |
| Ігри Співдружності 1962 | Пакистан | вільна боротьба, до 78 кг | Золото |
| Ігри Співдружності 1966 | Пакистан | вільна боротьба, до 78 кг | Золото |